# Tsesarevitj (1901)
Tsesarevitj (Цесаревич) var ett pre-dreadnought-slagskepp i kejserliga ryska flottan. Hennes huvudbestyckning utgjordes av fyra 30,5 cm kanoner i två dubbeltorn, ett i fören och ett i aktern, och den sekundära bestyckningen av tolv 15,2 cm kanoner i sex dubbeltorn. Tsesarevitj byggdes i Frankrike av varvet Société Nouvelle des Forges et Chantiers de la Méditerranée (FCM) i La Seyne-sur-Mer, och sjösattes den 23 februari 1901. Den 31 augusti 1903 levererades hon till marinen. 
Under rysk-japanska kriget ingick Tsesarevitj i Stillahavsflottan. Hon tjänade som amiral Wilhelm Karlovitj Vithöfts befälsfartyg i slaget i Gula havet den 10 augusti 1904. Klockan 18:40 träffades Tsesarevitj av en japansk 30 cm granat nära stridstornet som dödade fyra personer, inklusive amiral Vithöft. Ytterligare träffar låste fartygets roder och gjorde det svårt att styra. Fartyget lyckades trots detta rädda sig till den tyska kolonin Tsingtao, där hon internerades för återstoden av kriget.
Efter krigsslutet förflyttades Tsesarevitj till Östersjöflottan och användes för att slå ned Sveaborgsrevolten i augusti 1906. Under första världskriget deltog hon i försvaret av huvudstaden Sankt Petersburg. I oktober 1917 avgick fartyget, efter februarirevolutionen omdöpt till Grazhdanin, tillsammans med det äldre slagskeppet Slava för att skydda öarna i Moonsundet från tyska landstigningar. Den 17 oktober hamnade de ryska fartygen i strid mot 10 tyska slagskepp. Den ojämna kampen slutade med att Grazhdanin tvingades dra sig tillbaka efter att Slava torpederats. I december samma år övertogs det skadade fartyget av den nyetablerade bolsjevikregimen, som skrotade henne i början av 1922. 